# Рафаел Арош
Рафаел Арош (фр. Raphaël Haroche), је француски кантаутор, продуцент и глумац познат под псеудонимом Рафаел.

## Биографија
Рођен је 7. новембра 1975. у Паризу. Мајка му је Аргентинка, а отац руског поријекла.
Већ од пете године почиње да свира клавир, одмах затим саксофон и гитару. Под утицајима руске и аргентинске музике, али и Боба Дилана, Игија Попа и Дејвида Боуија, почиње да пише своје прве пјесме.
Са 24 године први први пут се представио публици албумом „Hôtel de l'univers“, који одмах бива запажен. Убрзо слиједе и јавни наступи, међу којима је и концерт с француском пјевачицом Ванесом Паради.
Први сингл са тог албума јесте пјесма „Cela nous aurait suffi“ за коју је снимљен и видео-спот.
Сљедећи успјешан корак у Рафаеловој каријери била је пјесма „Sur la route“ са наредног албума у изведби с чувеним француским пјевачем и композитором Жан-Лујем Обером.
„La Réalité“ излази 22. априла 2003. године.
Ипак, највећу славу је достигао трећим албумом „Caravane“, продатим у више од милион примјерака, који му је такође донио три велике музичке награде: награду за најбољег мушког пјевача, најбољи албум и најбољи наслов за пјесму Caravane. Убрзо затим излази и његов први ДВД под називом „Raphael live“ са снимком концерта у Олимпији.
Септембра 2006. издаје дупли ЦД под називом „Résistance à la nuit“ који садржи најљепше пјесма с претходног албума Caravane, неке најуспјешније синглове као и пјесму Ceci n'est pas un adieu у част Ингрид Бетанкур.
Почетком 2007. креће на туреју заједно са још неколико француских музичара, међу којима су Жан-Луј Обер, Кали, Алан Бушунг, Данијел Дарк и Ричард Колинка. У оквиру туренеје одржавају пет концерата: један у Лосени, два у Бриселу и два у Паризу, на којима их је пратио и Мајк Гарсон, бивши пијаниста Дејвида Боуија.
17. марта 2008. издаје четврти албум, „Je sais que la Terre est plate“, чији је први сингл била пјесма Le vent de l'hiver.
Од 2002. ожењен је француском глумицом Мелани Тијери с којом има сина Романа, рођеног 24. маја 2008.

## Филм
Рафаел се до сада појављивао у филму, и то у три наврата. Једном у филму Седрика Клапиша, Peut-être, и друго кратко појављиваље у филму The Dancer Лика Бесона.
2010. године имао је улогу у филму Ces amours-là, који је режирао Клод Лелуш.

## Дискографија
- 2000:
- 2003:
- 2005:
- 2006:
- 2007:
- 2008:
- 2010: